# Асталов, Ваха Адизович
Ва́ха Ади́зович Аста́лов (род. 1953) — российский чеченский историк, культуролог, кандидат исторических наук, доцент Чеченского государственного университета, генеральный директор Национального музея Чеченской Республики, Заслуженный работник культуры Российской Федерации (2019), Заслуженный работник культуры Чеченской Республики (2004).

## Биография
Родился в 1953 году. В 1976 году окончил исторический факультет Чечено-Ингушского государственного университета. В 1982 году окончил дефектологический факультет Московского педагогического института по специальности сурдопедагог.
В 1995 году начал работать в Национальном музее ЧР в должности заместителя директора по научной работе. В 1997 году стал генеральным директором Национального музея. Руководящую работу совмещает с научной и научно-педагогической деятельностью. Является доцентом Чеченского государственного университета.
Автор около 30 научных, научно-методических работ и учебников по истории Чечни.

## Награды и звания
- Отраслевой знак «За достижения в культуре» — 2003 г.;
- «Заслуженный работник культуры Чеченской Республики» — 2004 г.;
- Юбилейная медаль ФНПР «100 лет профсоюзам России» — 2004 г.;
- Грамота Президента ЧР — 2004 г.;
- Почётный знак «За трудовое отличие» — 2005 г.;
- Почётная грамота Председателя Российского профсоюза работников культуры — 2005 г.;
- Почётная грамота министра культуры ЧР — 2007 г.;
- Почётная грамота Президента ЧР — 2008 г.;
- Медаль «За заслуги перед Чеченской Республикой» — 2009 г.;
- Почётная грамота министра культуры РФ и Председателя Российского профсоюза работников культуры — 2010 г.
- Заслуженный работник культуры Российской Федерации (29 апреля 2019 года) — за большой вклад в развитие отечественной культуры и искусства, многолетнюю плодотворную деятельность[1]